# Гореліца (тунель)
Гореліца (словац. Tunel Horelica) — автомобільний тунель на півночі Словаччині, розташований на автошляху D3 на ділянці Ощадніца — Чадця в окрузі Чадця.
Тунель пролягає під відрогом Кисуцьких Бескидів і названий Гореліца за назвою району міста Чадця. Довжина тунелю без порталів становить 555 м, з порталами — 605 м, ухил становить 4 % у напрямку Жиліни за дугою радіусом 5 000 м.
Будівництво тунелю розпочато у квітні 1998 року із західного порталу. Тоді роботи на ділянці Ощадніца — Чадця, Буков тривали вже два роки. Через проблеми з фінансуванням і ускладнене буріння (поява води в тунелі, геологічні перешкоди) збійка відбулася аж у травні 2002 року. Урочисте відкриття відбулося 29 жовтня 2004 року.
На другу половину 2022 року заплановано введення в експлуатацію правої половини тунелю. Наразі в єдиному тунелі влаштовано двосторонній рух із обмеженням швидкості 80 км/год.